# The Fishing and Hunting Channel
The Fishing and Hunting Channel – węgierski tematyczny kanał telewizyjny poświęcony wędkarstwu i łowiectwu.
W polskiej wersji językowej stacja nadawała od 16 listopada 2009 do lutego 2010 roku, jako blok programowy na kanale Sport Klub.